# Abra de Ilog
Abra de Ilog è una municipalità di quarta classe delle Filippine, situata nella provincia di Mindoro Occidentale, nella regione del Mimaropa.
Abra de Ilog è formata da 9 barangay:
- Armado
- Balao
- Cabacao
- Lumangbayan
- Poblacion
- San Vicente
- Tibag
- Udalo (Camurong)
- Wawa